# 西川利右衛門 (初代)
初代西川 利右衛門（にしかわ りえもん、1590年（天正18年） - 1646年1月21日（正保2年12月5日）は、江戸時代初期の近江商人。

## 生涯
西川家初代西川勘右衛門数吉は、元朝倉氏の家臣で木原と称していたが、主家滅亡後蒲生郡市村に居住し西川氏の養子となった。
初代利右衛門は勘右衛門の長男として蒲生郡市村に生まれた。当初は父の名より勘右衛門数政と称していたが、市村より八幡新町に居を移し、利右衛門と改名した。利右衛門は一匹の馬を購入し、馬に多くの荷駄を載せ東海道を江戸迄往復し畳表・縁地・蚊帳等の行商を行った。行商を基に蓄財し、大阪瓦町に出店を設け近江屋八右衛門と称し、その後江戸日本橋にも出店を設け大文字屋嘉兵衛の名義を用いた。
信用第一とした商売は評価され、終には江戸城本丸及び西の丸の畳替えを一手に引き受けたことから、益々畳表・縁地・蚊帳において世の中より高い信頼と評価を得ることが出来、家政は隆盛を極めた。当時江戸日本橋通り近江商人が出店していた店を全て近江店と称されていたが、その中でも大文字屋は最も繁盛していた。初代利右衛門は1646年1月（（旧暦）正保2年12月）に死去した。

## 家訓（語録）
- 「先義後利栄　好富施其徳」（義を先にし、利を後にすれば栄え、富を好しとし、其の徳を施せ）、商いは目先の利益よりも遠きを見てすることが大切であると教えた。この考えは荀子が説いた「先議而後利者栄」の影響を受けたものと考えられる[3]。

## 家族
- 父 西川（木原）勘右衛門数吉
- 長男 利右衛門(2代)重数
- 次男 西川庄六（分家し西川庄六家）
- 四男 西川仁右衛門（分家し西川仁右衛門家）